# Le Carbet
Le Carbet é uma comuna francesa no departamento ultramarino da Martinica. Estende-se por uma área de 36.00 km², e possui 3.498 habitantes, segundo o censo de 2018, com uma densidade de 97 hab/km².